# Snuffelbeer
Snuffelbeer is een Belgisch bier. Het werd gebrouwen door Brouwerij De Regenboog te Assebroek een deelgemeente van Brugge (heden Brouwerij Smisje te Mater, een deelgemeente van Oudenaarde).

## Achtergrond
Snuffelbeer werd gebrouwen als huisbier voor jeugdherberg Snuffel te Brugge. Op het etiket staat dan ook het logo van de jeugdherberg met een hondje.

## Het bier
Snuffelbeer is een goudkleurig bier van hoge gisting met een alcoholpercentage van 6%.